# 黄润 (正德进士)
黄润（1493年—？），字以诚，福建晉江縣（今福建泉州）人，明朝政治人物。同进士出身。

## 生平
福建鄉試第六十五名，正德十六年（1521年）辛巳科进士，授武進縣知縣，歷升南京刑部主事、车驾司郎中。嘉靖十五年（1536年），接替熊宇任松江府知府一职，由朱润接任。因父喪丁憂，除服后改任東昌府知府，二十一年升任河南按察使司信陽兵备副使，討伐平章华台青衣岭三点山劫匪。后升任山西左参政，因母老辭職歸鄉。

## 家族
曾祖黄宗和，祖黄容，父黄希颜。母张氏。具庆下。弟澤、渾、深。